# Pseudoreoxis bipinnatus
Pseudoreoxis bipinnatus là một loài thực vật có hoa trong họ Hoa tán. Loài này được (S. Watson) Rydb. miêu tả khoa học đầu tiên năm 1913.